# Otherside Picnic
Otherside Picnic (japonsky 裏世界ピクニック, Ura sekai pikunikku) je japonská sci-fi juri série light novel, kterou píše Iori Mijazawa a ilustruje širakaba. Nakladatelství Hajakawa Šobó vydalo od února 2017 šest svazků. V Severní Americe je série licencována nakladatelstvím J-Novel Club. Manga adaptace od ilustrátora Eita Mizunoha vychází od února 2018 v šónen časopisu Gekkan šónen Gangan společnosti Square Enix a byla souhrnně vydána v šesti svazcích tankóbon. Televizní anime seriál z produkce studií Liden Films a Felix Film byl premiérově vysílán od ledna do března 2021.

## Postavy
- Sorao Kamikoši (japonsky 紙越空魚, Kamikoši Sorao)

Dabing: Jumiri Hanamori
- Toriko Nišina (japonsky 仁科鳥子, Nišina Toriko)

Dabing: Ai Kajano
- Kozakura (japonsky 小桜)

Dabing: Rina Hidaka
- Sacuki Uruma (japonsky 閏間 冴月, Uruma Sacuki)
- Akari Seto (japonsky 瀬戸茜理, Seto Akari)

Dabing: Miju Tomita
- Jóičiró Migiwa (japonsky 汀 曜一郎, Migiwa Jóičiró)
- Nacumi Ičikawa (japonsky 市川 夏妃, Ičikawa Nacumi)

Dabing: Mijuri Šimabukuro

## Média

### Light novely
Otherside Picnic je série light novel, kterou píše Iori Mijazawa a ilustruje širakaba. Nakladatelství Hajakawa Šobó vydalo od února 2017 šest svazků. V Severní Americe je série licencována nakladatelstvím J-Novel Club, které ji vydává od roku 2019.

#### Seznam svazků
| Č. | Název                                                       | Datum vydání       | ISBN              |
| -- | ----------------------------------------------------------- | ------------------ | ----------------- |
| 1  | Futari no kaii tanken fairu (ふたりの怪異探検ファイル)      | 23. února 2017     | 978-4-15-031264-0 |
| 2  | Hate no hamabe no rizóto naito (果ての浜辺のリゾートナイト) | 19. října 2017     | 978-4-15-031264-0 |
| 3  | Jama no kehai (ヤマノケハイ)                                | 20. listopadu 2018 | 978-4-15-031351-7 |
| 4  | Ura sekai jakó (裏世界夜行)                                 | 19. prosince 2019  | 978-4-15-031408-8 |
| 5  | Haššaku-sama ribaibaru (八尺様リバイバル)                   | 17. prosince 2020  | 978-4-15-031448-4 |
| 6  | T wa tera umare no T (Ｔは寺生まれのＴ)                     | 17. března 2021    | 978-4150314767    |

### Manga
Manga adaptace, jejímž autorem je Eita Mizuno, byla ohlášena v listopadu 2017. Pravidelně vychází od února 2018 v šónen časopisu Gekkan šónen Gangan společnosti Square Enix a byla souhrnně vydána v šesti svazcích tankóbon. V červenci 2020 Square Enix oznámil, že plánuje vydat mangu v Severní Americe.

#### Seznam svazků
| Č. | Datum vydání      | ISBN              |
| -- | ----------------- | ----------------- |
| 1  | 22. srpna 2018    | 978-4-7575-5805-2 |
| 2  | 9. ledna 2019     | 978-4-7575-5973-8 |
| 3  | 9. srpna 2019     | 978-4-7575-6235-6 |
| 4  | 12. března 2020   | 978-4-7575-7000-9 |
| 5  | 11. prosince 2020 | 978-4-7575-6548-7 |
| 6  | 12. března 2021   | 978-4757571501    |

### Anime
Dne 5. března 2020 bylo oznámeno, že light novela získá adaptaci ve formě dvanáctidílného televizního anime seriálu. Jeho producenty jsou studia Liden Films a Felix Film a režisérem a scenáristou se stal Takuja Sató. Ajumi Nišibata je designérkou postav a Takeši Watanabe stojí za hudbou seriálu. Seriál byl premiérově vysílán od 4. ledna 2021 do 22. března 2021 na televizních stanicích AT-X, Tokyo MX, SUN a BS11. Zpěvačka CHiCO a skupina HoneyWorks složily úvodní znělku „Minikui ikimono“ (japonsky 醜い生き物). Závěrečnou znělku „You & Me“ nazpívala Sató Miki.
Distributory seriálu v zahraničí jsou společnosti Funimation (v Severní Americe a na Britských ostrovech), Wakanim (v Evropě kromě Německa) a AnimeLab (v Austrálii a na Novém Zélandu). V Německu jej licencovalo KSM Anime. Medialink licencovalo seriál v jižní a jihovýchodní Asii a zveřejňovalo jednotlivé díly na jejich youtubovém kanálu Ani-One a na Bilibili.

#### Seznam dílů
| Č. v seriálu | Původní název                                                | Režie          | Scénář                      | Premiéra v Japonsku |
| ------------ | ------------------------------------------------------------ | -------------- | --------------------------- | ------------------- |
| 1            | Kunekune hantingu くねくねハンティング                       | Tomoe Makino   | Takuja Sató                 | 4. ledna 2021       |
| 2            | Haššaku-sama sabaibaru 八尺様サバイバル                      | Kódži Aritomi  | Takuja Sató                 | 11. ledna 2021      |
| 3            | Kjotó no mura 巨頭の村                                       | Júta Takamura  | Iori Mijazawa               | 18. ledna 2021      |
| 4            | Džikú, kúkan, ossan 時空、空間、おっさん                     | Mičita Širaiši | Joriko Tomita               | 25. ledna 2021      |
| 5            | Sutéšon feburarí ステーション・フェブラリー                  | Takanori Jano  | Tošizó Nemoto               | 1. února 2021       |
| 6            | Míto torein ミート・トレイン                                 | Takeši Tomita  | Tošizó Nemoto               | 8. února 2021       |
| 7            | Hate no hamabe no rizóto naito 果ての浜辺のリゾートナイト    | Kana Kawana    | Jasunori Ide                | 15. února 2021      |
| 8            | Neko no nindža ni osowareru 猫の忍者に襲われる               | Tomoe Makino   | Takajo Ikami                | 22. února 2021      |
| 9            | Sannuki-san to Karateka-san サンヌキさんとカラテカさん       | Mičita Širaiši | Takajo Ikami                | 1. března 2021      |
| 10           | Erebétá de jakiniku ni iku hóhó エレベーターで焼肉に行く方法 | Kódži Aritomi  | Iori Mijazawa               | 8. března 2021      |
| 11           | Kisaragi eki beigun kjúšucu sakusen きさらぎ駅米軍救出作戦   | Júta Takamura  | Tošizó Nemoto               | 15. března 2021     |
| 12           | Sorao to Toriko 空魚と鳥子                                   | Tomoe Makino   | Joriko Tomita a Takuja Sató | 22. března 2021     |